# Paul di Resta

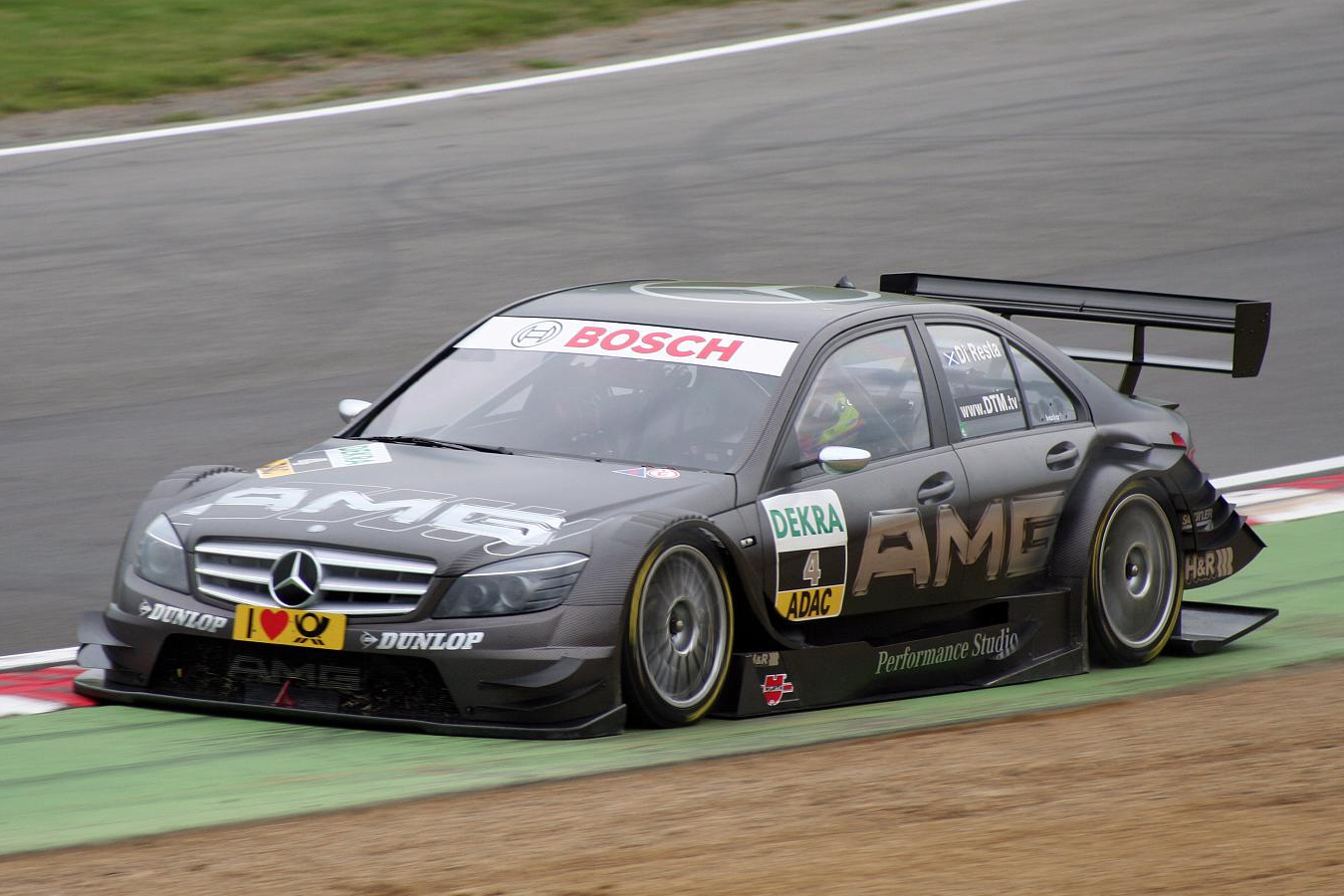
Paul di Resta w sezonie 2008 (DTM)

Paul di Resta (ur. 16 kwietnia 1986 w West Lothian) – brytyjski kierowca wyścigowy, mistrz Deutsche Tourenwagen Masters w sezonie 2010. W latach 2011–2013 kierowca zespołu Force India w Formule 1. Kuzyn Dario Franchittiego – trzykrotnego mistrza IndyCar Series.

## Życiorys

### Początki kariery
Karierę w sportach motorowych rozpoczął w wieku ośmiu lat, zwyciężając w swoim debiutanckim wyścigu w szkockiej serii kartingowej Scottish 60cc Cadet Karting Championship (w kolejnym roku zdobył mistrzostwo tej serii). Do 2002 roku brał udział w różnych brytyjskich seriach kartingowych, zdobywając tytuły mistrzowskie w seriach takich jak Larkhall Club Karting Championship (3 tytuły mistrza w latach 1995–1997, w ostatnim roku zdominował serię, wygrywając wszystkie 10 wyścigów), Scottish Super Series (1996), British NKRA Karting Championship (1996), British 60cc Cadet Karting Championship (1997), TKM Scottish Open Championship (1998), ABkC British ‘O’ Plate Karting Championship (2000) czy brytyjskiej Formule JICA (mistrzostwo w 2001). W 2002 roku startował w organizowanych przez FIA kartingowych mistrzostwach świata (zajął 17. miejsce w klasyfikacji), a pod koniec roku rozpoczął starty w brytyjskiej Formule Renault Winter Series, gdzie zajął 12. miejsce. W kolejnym sezonie przeniósł się do Formuły Renault na stałe, zdobywając w tym roku 2 pole position oraz jedno zwycięstwo (w mistrzostwach zajął 7. miejsce). W sezonie 2004 przeszedł do zespołu Manor Motorsport. Zwyciężył w czterech wyścigach, w czterech innych stawał na podium, a w klasyfikacji generalnej zajął 3. pozycję.

### Formuła 3 Euroseries
Dobre wyniki w sezonie 2004 sprawiły, iż zdobył nagrodę McLaren Autosport BRDC Award (podobną nagrodę otrzymał jego kuzyn, Dario Franchitti w 1992 roku), a także został objęty programem rozwojowym Mercedesa. W 2005 roku Manor Motorsport umożliwił di Reście starty w ich zespole w Formule 3 Euro Series, gdzie jeździł z Lucasem Di Grassim. W kolejnym sezonie zdobył mistrzostwo tej serii wraz z zespołem ASM, zwyciężając w pięciu wyścigach.

### DTM
W sezonie 2007 Paul rozpoczął starty w niemieckich mistrzostwach samochodów turystycznych DTM, gdzie jeździł za kierownicą 2-letniego Mercedesa klasy C. W inauguracyjnej rundzie sezonu na torze Hockenheimring zdobył 3. pozycję startową w swojej pierwszej sesji kwalifikacyjnej w nowej serii. W kolejnej rundzie poprawił ten wynik, zajmując 2. miejsce w kwalifikacjach ze stratą jednej tysięcznej sekundy do zdobywcy pole position, Jamiego Greena. Podczas wyścigu utrzymał pozycję, zdobywając swoje pierwsze podium w DTM. Podczas trzeciej rundy sezonu ponownie ukończył wyścig na 2. miejscu, co umożliwiło mu objęcie prowadzenia w klasyfikacji generalnej. W dalszej części sezonu zdobył 2 kolejne podia (3. miejsca), a rok zakończył na 5. pozycji w klasyfikacji, pokonując wszystkich kierowców w używanych samochodach oraz czterech w nowych autach.
Dobre wyniki sprawiły, iż w sezonie 2008 di Resta zajął miejsce Miki Häkkinena w pierwszym zespole Mercedesa. Do otwierającego sezon wyścigu na torze Hockenheimring wystartował z 4. pozycji, jednak przez problemy ze sprzęgłem podczas drugiego pit stopu, spadł na 13. miejsce. Podczas 4. rundy sezonu na torze EuroSpeedway Lausitz po raz pierwszy w karierze w DTM wystartował z pole position oraz zdobył swoje pierwsze zwycięstwo. W wieku 22 lat i 32 dni stał się drugim najmłodszym kierowcą w historii DTM, któremu udało się tego dokonać. Młodszy od niego podczas swojego pierwszego zwycięstwa był jedynie jego kuzyn, Dario Franchitti, który dokonał tego w 1995 roku. Drugie zwycięstwo odniósł 21 września na torze Catalunya, a w końcowej klasyfikacji sezonu zajął 2. pozycję, do ostatniego wyścigu walcząc o mistrzostwo z Timo Scheiderem.

#### Formuła 1
W sezonie 2010 pełnił funkcję kierowcy rezerwowego i testowego zespołu Force India w Formule 1. 26 stycznia 2011 został potwierdzony jako kierowca wyścigowy tego teamu.

## Wyniki

### Formuła 1
| Legenda oznaczeń w tabelach wyników Wyświetl szablon na nowej stronie | Legenda oznaczeń w tabelach wyników Wyświetl szablon na nowej stronie                                                                     |
| Oznaczenie                                                            | Wyjaśnienie |
| --------------------------------------------------------------------- | --- |
| Złoty                                                                 | Zwycięzca lub mistrzostwo |
| Srebrny                                                               | 2. miejsce lub wicemistrzostwo |
| Brązowy                                                               | 3. miejsce lub II wicemistrzostwo |
| Zielony                                                               | Ukończył, punktował (w klasyfikacji generalnej, gdy zdobył co najmniej jeden punkt na przestrzeni sezonu, poza trzema powyższymi opcjami) |
| Niebieski                                                             | Ukończył, nie punktował (w klasyfikacji generalnej, gdy nie zdobył co najmniej jednego punktu na przestrzeni sezonu)                      |
| Czerwony                                                              | Nie zakwalifikował się (NZ) |
| Czerwony                                                              | Nie prekwalifikował się (NPK) |
| Różowy                                                                | Nie ukończył (NU) |
| Różowy                                                                | Niesklasyfikowany (NS) (w klasyfikacji generalnej, gdy nie został sklasyfikowany w żadnym wyścigu sezonu)                                 |
| Czarny                                                                | Zdyskwalifikowany (DK) |
| Czarny                                                                | Wykluczony (WYK/EX) |
| Biały                                                                 | Nie wystartował (NW) |
| Biały                                                                 | Kontuzjowany (K/INJ) |
| Biały                                                                 | Wyścig odwołany (OD/C) |
| Bez koloru                                                            | Został wycofany (WYC/WD) |
| Bez koloru                                                            | Nie przybył (NP/DNA) |
| Bez koloru                                                            | Nie brał udziału w treningach (NT/DNP) |
| Bez koloru                                                            | Nie został zgłoszony (–) |
| Pogrubienie                                                           | Start z pole position |
| Kursywa                                                               | Najszybsze okrążenie wyścigu |
| †                                                                     | Nie ukończył, ale jego rezultat został zaliczony ze względu na przejechanie więcej niż 90% dystansu wyścigu.                              |
| *                                                                     | Sezon w trakcie |
| 1/2/3                                                                 | Punktowana pozycja w sprincie kwalifikacyjnym                                                                                             |
| Lista systemów punktacji Formuły 1                                    | |

| Sezon | Zespół                     | Samochód                        | Pozycje startowe / w wyścigach | Pozycje startowe / w wyścigach | Pozycje startowe / w wyścigach | Pozycje startowe / w wyścigach | Pozycje startowe / w wyścigach | Pozycje startowe / w wyścigach | Pozycje startowe / w wyścigach | Pozycje startowe / w wyścigach | Pozycje startowe / w wyścigach | Pozycje startowe / w wyścigach | Pozycje startowe / w wyścigach | Pozycje startowe / w wyścigach | Pozycje startowe / w wyścigach | Pozycje startowe / w wyścigach | Pozycje startowe / w wyścigach | Pozycje startowe / w wyścigach | Pozycje startowe / w wyścigach | Pozycje startowe / w wyścigach | Pozycje startowe / w wyścigach | Pozycje startowe / w wyścigach | Pozycje startowe / w wyścigach |
| Sezon | Zespół                     | Silnik                          | 1                              | 2                              | 3                              | 4                              | 5                              | 6                              | 7                              | 8                              | 9                              | 10                             | 11                             | 12                             | 13                             | 14                             | 15                             | 16                             | 17                             | 18                             | 19                             | 20                             | 21                             |
| 2011  |                            |                                 | Australia                      | Malezja                        |                                | Turcja                         | Hiszpania                      | Monako                         | Kanada                         | Unia Europejska                | Wielka Brytania                | Niemcy                         | Węgry                          | Belgia                         | Włochy                         | Singapur                       | Japonia                        | Korea Południowa               | Indie                          |                                | Brazylia                       |                                |                                |
| ----- | -------------------------- | ------------------------------- | ------------------------------ | ------------------------------ | ------------------------------ | ------------------------------ | ------------------------------ | ------------------------------ | ------------------------------ | ------------------------------ | ------------------------------ | ------------------------------ | ------------------------------ | ------------------------------ | ------------------------------ | ------------------------------ | ------------------------------ | ------------------------------ | ------------------------------ | ------------------------------ | ------------------------------ | ------------------------------ | ------------------------------ |
| 2011  | Force India F1 Team        | Force India VJM04               | 14                             | 14                             | 8                              | 13                             | 16                             | 14                             | 11                             | 12                             | 6                              | 12                             | 11                             | 17                             | 11                             | 10                             | 12                             | 9                              | 13                             | 10                             | 11                             |                                |                                |
| 2011  | Force India F1 Team        | Mercedes FO108Y 2,4l V8         | 10                             | 10                             | 11                             | NU                             | 12                             | 12                             | 18†                            | 12                             | 15                             | 13                             | 7                              | 11                             | 8                              | 6                              | 12                             | 10                             | 13                             | 9                              | 8                              |                                |                                |
| 2012  |                            |                                 | Australia                      | Malezja                        |                                | Bahrajn                        | Hiszpania                      | Monako                         | Kanada                         | Unia Europejska                | Wielka Brytania                | Niemcy                         | Węgry                          | Belgia                         | Włochy                         | Singapur                       | Japonia                        | Korea Południowa               | Indie                          |                                | Stany Zjednoczone              | Brazylia                       |                                |
| 2012  | Sahara Force India F1 Team | Force India VJM05               | 15                             | 14                             | 15                             | 10                             | 12                             | 14                             | 8                              | 10                             | 11                             | 9                              | 12                             | 10                             | 9                              | 6                              | 11                             | 14                             | 16                             | 12                             | 13                             | 10                             |                                |
| 2012  | Sahara Force India F1 Team | Mercedes FO108Z 2,4l V8         | 10                             | 7                              | 12                             | 6                              | 14                             | 7                              | 11                             | 7                              | NU                             | 11                             | 12                             | 10                             | 8                              | 4                              | 12                             | 12                             | 12                             | 9                              | 15                             | 19†                            |                                |
| 2013  |                            |                                 | Australia                      | Malezja                        |                                | Bahrajn                        | Hiszpania                      | Monako                         | Kanada                         | Wielka Brytania                | Niemcy                         | Węgry                          | Belgia                         | Włochy                         | Singapur                       | Korea Południowa               | Japonia                        | Indie                          |                                | Stany Zjednoczone              | Brazylia                       |                                |                                |
| 2013  | Sahara Force India F1 Team | Force India VJM06               | 9                              | 15                             | 11                             | 7                              | 10                             | 17                             | 17                             | 21                             | 12                             | 18                             | 5                              | 16                             | 17                             | 15                             | 12                             | 12                             | 11                             | 11                             | 12                             |                                |                                |
| 2013  | Sahara Force India F1 Team | Mercedes FO108F 2,4l V8         | 8                              | NU                             | 8                              | 4                              | 7                              | 9                              | 7                              | 9                              | 11                             | 18†                            | NU                             | NU                             | 20†                            | NU                             | 11                             | 8                              | 6                              | 15                             | 11                             |                                |                                |
| 2017  |                            |                                 | Australia                      |                                | Bahrajn                        | Rosja                          | Hiszpania                      | Monako                         | Kanada                         | Azerbejdżan                    | Austria                        | Wielka Brytania                | Węgry                          | Belgia                         | Włochy                         | Singapur                       | Malezja                        | Japonia                        | Stany Zjednoczone              | Meksyk                         | Brazylia                       |                                |                                |
| 2017  | Williams Martini Racing    | Williams FW40                   | -                              | -                              | -                              | -                              | -                              | -                              | -                              | -                              | -                              | -                              | 19                             | -                              | -                              | -                              | -                              | -                              | -                              | -                              | -                              | -                              | -                              |
| 2017  | Williams Martini Racing    | Mercedes M08 EQ Power+ 1.6 V6 t | -                              | -                              | -                              | -                              | -                              | -                              | -                              | -                              | -                              | -                              | NU                             | -                              | -                              | -                              | -                              | -                              | -                              | -                              | -                              | -                              |                                |